# Giorgia Fumanti
Giorgia Fumanti es una soprano ítalo-canadiense, cantante del género  Classical Crossover. Su música es comparada con la de Andrea Bocelli, Sarah Brightman y Enya, aunque cuenta con un rango de voz particular que la caracteriza. Hasta la fecha, ha vendido más de 1.2 millones de discos en el mundo.

## Estudios
Giorgia Fumanti nació en la villa Fiviazzo en Toscana y se crio en la ciudad cercana de Aulla, donde permanece su hogar familiar.
Cuando era adolescente cantó en el coro de la ciudad de Aulla.
Estudió abogacía y casi completó sus estudios, pero abandonó dos exámenes antes del final de la carrera.
Luego se convirtió en profesora de Yoga.
A la edad de 23 años decidió cantar profesionalmente. Fumanti se matriculó en el Conservatorio de Música "Arrigo Boito" en Parma, donde estudió por tres años.

## Carrera discográfica
En 2002, Fumanti se muda a Montreal, Canadá, para trabajar con su mánager Maurice Velenosi de "MCM Entertainment Management" y en 2004, su primer álbum, titulado "Like a Dream" fue lanzado para "Canadian independent Isba Music Entertainment".
El álbum contiene música compuesta por Vangelis y fue recibido con buenas críticas, especialmente como lanzamiento independiente.
Fumanti pronto firma con Angel Records/EMI y en marzo de 2007, lanza el álbum "From My Heart", mundialmente. Este disco fue grabado en los afamados Abbey Road Studios en Londres,  con la participación del "English Chamber Choir", y la "Netherlands Media Orchestra".

"From My Heart" fue producido por Craig Leon, y contiene su versión musical de "Fields of Gold" (Campi d’Oro) de Sting y cuatro piezas de Ennio Morricone incluyendo los temas de las películas "La Misión", "Cinema Paradiso", y "Érase una vez en el Oeste". Hasta el día de hoy, es el disco más exitoso de su carrera, gracias al sencillo "Espíritu" que tuvo éxito en todos los principales charts de la música, dándola a conocer mundialmente.
"Je Suis" es su tercer trabajo, el cual se caracteriza por tener canciones en Inglés, Francés e Italiano, demostrando su versatilidad a la hora de cantar en distintas lenguas.
"Magnificat" es su cuarto trabajo y el que más influencia clásica tiene. El mismo cuenta con tres versiones de la mundialmente famosa "Ave María" en las versiones de Bach/Gounod y Schubert, In Trutina de Carmina Burana (cantata), entre otras piezas clásicas.
"Elysium" se lanzó en el 2011 siendo también un álbum muy exitoso en la carrera de la soprano. Las canciones más memorables del disco son Spente le Stelle de Jean-Patrick Capdevielle y la famosa aria de Turandot "Nessun dorma" la cual grabó en un dueto virtual con el tenor Luciano Pavarotti. Con las mismas, Giorgia se hizo presente en los más prestigiosos escenarios, incluyendo su presentación en los Armenian Music Awards tanto como artista invitada como ganadora del "People's Choice Award".
En 2012, en conmemoración por diez años de carrera, lazo un disco de colección titulado "A Collection" en el que figuran más de treinta canciones que representan toda su carrera.
Actualmente, esta en planes de sacar su primer disco en Español junto con el gran cantautor Litto Nebbia.

## En el escenario
En enero de 2007, Fumanti hace su debut en la televisión estadounidense, cantando el Himno de Canadá para el Juego de las Estrellas de la NHL en Dallas, Texas.
En marzo de 2007 se emite un concierto especial de PBS denominado "Heavenly Voices" acompañada por los artistas musicales Ryland Angel, Sasha & Shawna y con la orquesta conducida por Tim Janis. El concierto, ahora disponible en DVD, fue filmado en Miami, Florida y contiene paisajes del lugar de su hogar en Italia.
Estuvo de gira en el sudeste asiático, durante diciembre de 2006 y enero de 2007 con el tenor José Carreras, incluyendo conciertos para Año nuevo en Corea, Hong Kong, y Taiwán.
En junio de 2007, Giorgia canta con Carreras en el Festival del  Palacio Hampton Court en Inglaterra, acompañados con la  Royal Philharmonic Orchestra.
Ha grabado un concierto de Navidad con el tenor Canadiense/Irlandés John McDermott en el Teatro Rose en Brampton, Ontario, el 26 de junio de 2007, que será transmitido en noviembre y diciembre de 2007. También estará disponible en CD y DVD.
Fumanti participó en un tour en el verano de los Estados Unidos junto con los otros participantes del especial de PBS "Heavenly Voices". Entre las ciudades incluidas en la gira estuvieron:  Filadelfia; Nashville; Raleigh; San Francisco; Portland; Seattle y Minneapolis.
Luego realizó una gira con el grupo musical de Asia, 12 Girls Band. Con shows a lo largo de las costas este y oeste de los Estados Unidos, e incluyendo fechas de shows para Hawái y el medio oeste de los Estados Unidos.
En septiembre de 2007, se presentó en cuatro conciertos Canadienses con el cantautor Italiano Zucchero.
El 11 de octubre de 2007, estuvo en Shanghái, China para la ceremonia de clausura de los Juegos Mundiales de Verano de Olimpiadas Especiales; allí representó a América junto a otros cuatro cantantes que representaban cada uno a un continente distinto, para cantar una nueva versión de "Somos el Mundo" (We Are The World).

A comienzos de 2008, cantó a dúo con la super estrella pop china Wei Wei durante "El show de todas las estrellas en el año nuevo Chino". Dicho show marcó la primera vez en que Fumanti cantó en el idioma mandarín.
A principios de 2013, la cantante fue premiada en los Armenian Music Awards en la categoría "People's Choice Award", como también invitada de honor. En la misma ceremonia, canto Spente le Stelle de Jean-Patrick Capdevielle.

## Trabajos de caridad
- Giorgia Fumanti es la portavoz para la "Asociación Multi-Étnica para la Integración de Personas con Discapacidades" AMEIPH (Québec Multi-Ethnic Association for the Integration of Persons with Disabilities).[15]
- También es la embajadora Mundial para la "Asociación de Parálisis Cerebral de Quebec" (L’Association de paralysie cérébrale du Québec), contribuyendo con presentaciones en conciertos, charlas con miembros y haciendo lo que ella pueda para aumentar la conciencia de la condición.[4]

## Discografía
Álbumes
Like a Dream CD
- Fecha de lanzamiento: 2004
- Sello: Isba Music Entertainment/The Orchard
- UPC: 829410412964

From My Heart CD
- Fecha de lanzamiento: 6 de marzo de 2007 en Norteamérica, en Asia lanzado el 29 de diciembre de 2006
- Sello: Manhattan Records
- ISBN: P2872852

Heavenly Voices DVD
- Fecha de lanzamiento: 6 de marzo de 2007
- Coprotagonistas: Ryland Angel, Giorgia Fumanti, Sasha & Shawna
- Sello: Manhattan Records
- ISBN: 978E91R79598

Je Suis CD
- Fecha de lanzamiento: 18 de noviembre de 2008 en Canadá
- Coprotagonista: Jacob Guay
- Sello: Isba Music Entertainment/Universal Music Canadá
- UPC: 619061371921

Magnificat CD
- Fecha de lanzamiento: noviembre de 2009 en Canadá

Elysium CD
- Fecha de lanzamiento: mayo de 2011

 A Colection CD
- Fecha de lanzamiento: septiembre de 2012

 Corazón Latino CD
- Fecha de lanzamiento: noviembre de 2013